# Cantone di Beuzeville
Il Cantone di Beuzeville è una divisione amministrativa dell'arrondissement di Bernay.
A seguito della riforma approvata con decreto del 25 febbraio 2014, che ha avuto attuazione dopo le elezioni dipartimentali del 2015, è passato da 16 a 62 comuni.

## Composizione
I 16 comuni facenti parte prima della riforma del 2014 erano:
- Berville-sur-Mer
- Beuzeville
- Boulleville
- Conteville
- Fatouville-Grestain
- Fiquefleur-Équainville
- Fort-Moville
- Foulbec
- La Lande-Saint-Léger
- Manneville-la-Raoult
- Martainville
- Saint-Maclou
- Saint-Pierre-du-Val
- Saint-Sulpice-de-Grimbouville
- Le Torpt
- Vannecrocq

Dal 2015 i comuni appartenenti al cantone sono i seguenti 62:
- Asnières
- Bailleul-la-Vallée
- Barville
- Bazoques
- Berville-sur-Mer
- Beuzeville
- Le Bois-Hellain
- Boissy-Lamberville
- Boulleville
- Bournainville-Faverolles
- La Chapelle-Bayvel
- La Chapelle-Hareng
- Conteville
- Cormeilles
- Drucourt
- Duranville
- Épaignes
- Épreville-en-Lieuvin
- Fatouville-Grestain
- Le Favril
- Fiquefleur-Équainville
- Folleville
- Fontaine-la-Louvet
- Fort-Moville
- Foulbec
- Fresne-Cauverville
- Giverville
- Heudreville-en-Lieuvin
- La Lande-Saint-Léger
- Lieurey
- Manneville-la-Raoult
- Martainville
- Morainville-Jouveaux
- Noards
- La Noë-Poulain
- Piencourt
- Les Places
- Le Planquay
- La Poterie-Mathieu
- Saint-Aubin-de-Scellon
- Saint-Benoît-des-Ombres
- Saint-Christophe-sur-Condé
- Saint-Étienne-l'Allier
- Saint-Georges-du-Mesnil
- Saint-Georges-du-Vièvre
- Saint-Germain-la-Campagne
- Saint-Grégoire-du-Vièvre
- Saint-Jean-de-la-Léqueraye
- Saint-Maclou
- Saint-Mards-de-Fresne
- Saint-Martin-Saint-Firmin
- Saint-Pierre-de-Cormeilles
- Saint-Pierre-des-Ifs
- Saint-Pierre-du-Val
- Saint-Siméon
- Saint-Sulpice-de-Grimbouville
- Saint-Sylvestre-de-Cormeilles
- Saint-Vincent-du-Boulay
- Le Theil-Nolent
- Thiberville
- Le Torpt
- Vannecrocq